# ABBYY
ABBYY  ([ˈʌbɪ]) – міжнародна компанія — розробник рішень в галузі IDP (інтелектуальна обробка документів), DataCapture (системи потокового введення документів та даних), Process Intelligence (аналіз бізнес-процесів) та OCR (технології оптичного розпізнавання символів).
Найбільш відомі продукти — платформа для інтелектуальної обробки документів ABBYY Vantage, платформа для аналізу бізнес-процесів ABBYY Timeline, програма для розпізнавання текстів ABBYY FineReader та платформа для інтелектуальної обробки інформації ABBYY FlexiCapture.
Штаб-квартира компанії розташована в США (Мілпітас, Каліфорнія), регіональні офіси — в Німеччині (Мюнхен), Австралії, Японії, Сінгапурі, Великобританії, Франції, Іспанії, Україні, на Кіпрі, Тайвані, в Гонконгу та Угорщині. Продукти розробляються в США та європейських офісах.
У 2022 році консалтингова та дослідницька компанія опублікувала звіт Intelligent Document Processing Products PEAK Matrix Assessment 2022, згідно з яким ABBYY стала світовим лідером ринку рішень для інтелектуальної обробки документів (серед 36 вендорів). Порівняння проводилося на основі аналізу низки показників, таких як вплив на ринок, інноваційний підхід та успішна реалізація проектів. ABBYY потрапила до категорії лідерів рейтингу вчетверте.
У 2021 році аналітична компанія NelsonHall назвала ABBYY лідером на ринку Process Discovery & Mining. Компанія удостоїлася цього звання вдруге.
Станом на 2023 рік в групі компаній ABBYY працювали близько 1000 співробітників.

## Історія
Компанія ABBYY була заснована у 1989 році студентом Давидом Яном. У 1993 році вийшла перша версія програми для розпізнавання текстів ABBYY FineReader.
ABBYY працює на українському ринку з листопада 1995 року.
У 2001 році виходить програма ABBYY FormReader (пізніше стала частиною FlexiCapture) — система введення заповнених від руки форм на основі технології інтелектуального розпізнавання символів (ICR).
У 2007 році ABBYY випустила ABBYY FlexiCapture — універсальну платформу для інтелектуального оброблення інформації з будь-яких типів документів.
Згідно з рішеннями Ради національної безпеки і оборони України у 2017—2021 щодо ТОВ «Абі Україна ЛТД» було застосовано санкції.
У 2019 році ABBYY купила 100 % американської TimelinePI — платформи з аналізу бізнес-процесів. В результаті угоди нове рішення називається ABBYY Timeline.
У 2021 році ABBYY представила ABBYY Vantage — low-code/no-code платформу нового покоління для інтелектуальної обробки документів з набором готових кваліфікованих когнітивних сервісів для розпізнавання, класифікації та отримання даних з документів будь-якої складності.
У 2022 році компанія представила ABBYY Proof of Identity — рішення для миттєвого розпізнавання та підтвердження документів.
У 2022 році ABBYY оголосила про вихід з російського ринку та припинення продажів продуктів та послуг на території РФ та Білорусі. Станом на березень 2023 року ТОВ «Абі» знаходиться в процесі ліквідації.
У жовтні 2024 компанія оголосила про перенесення своєї штаб-квартири в Остін, штат Техас. Офіс в Міпітасі, штат Каліфорнія, залишатиметься відкритим і буде зосереджений на продажах, маркетингу та операційній діяльності.

## Власники та керівництво
Власники компанії не розкриваються.
У 2021 році міжнародна інвестиційна фірма Marlin Equity Partners стала мажоритарним акціонером ABBYY. Також серед акціонерів ABBYY її засновник Давид Ян, нинішні та колишні співробітники компанії.
Генеральний директор ABBYY (з 2017 року) — Ульф Перссон, що проживає в Лондоні.

## Продукти компанії
Компанією розроблено та розвивається програмне забезпечення:
- ABBYY Vantage — платформа для інтелектуальної обробки (розпізнавання, класифікації та отримання даних) документів з набором навчених когнітивних сервісів.
- ABBYY FlexiCapture — універсальна платформа для інтелектуальної обробки інформації з будь-яких типів документів. У 2019 році до рішення були додані технології обробки природної мови.
- ABBYY FineReader — система розпізнавання документів і PDF-файлів. В основі FineReader - технологія оптичного розпізнавання символів ABBYY OCR, ліцензіатами якої стали Fujitsu, Panasonic, Xerox[19], Samsung та інші.
- ABBYY Proof of Identity — рішення для миттєвого розпізнавання та підтвердження (верифікування) документів.
- ABBYY Timeline — платформа для інтелектуального аналізу бізнес-процесів